# Oro Valley
Oro Valley é uma vila localizada no estado americano do Arizona, no condado de Pima. Foi incorporada em 1974.

## Geografia
De acordo com o United States Census Bureau, a vila tem uma área de 92,3 km², onde 92 km² estão cobertos por terra e 0,3 km² por água.

## Demografia
Segundo o censo nacional de 2010, a sua população é de 41 011 habitantes e sua densidade populacional é de 445,7 hab/km². Possui 20 340 residências, que resulta em uma densidade de 221 residências/km².